# Blood and Water
Blood and Water ou Le Sang et l'eau au Québec est une série télévisée sud-africaine créée par Nosipho Dumisa et Travis Taute, mise en ligne depuis le 20 mai 2020 sur Netflix, incluant les pays francophones.

## Synopsis
La série sud-africaine raconte l’histoire de Puleng Khumalo, une jeune adolescente qui, lorsqu’elle croise le chemin d’une lycéenne fortunée prénommée Fikile Bhele, se persuade qu’il s’agit de sa sœur aînée, enlevée à la naissance il y a dix-sept ans. Bien décidé à faire la lumière sur ce drame familial, Puleng va jusqu’à intégrer le même lycée prestigieux pour mener sa propre enquête.

## Distribution

### Principaux
- Ama Qamata (VF : Alice Orsat) : Puleng Khumalo
- Khosi Ngema (en) (VF : Maryne Bertieaux) : Fikile Bhele, demi-sœur de Puleng.
- Gail Mabalane (VF : Fily Keita) : Thandeka Khumalo, la mère de Puleng.
- Thabang Molaba (en) (VF : Simon Koukissa-Barney) : Karabo « KB » Molapo, aspi2rant rappeur du groupe d'amis de Fikile et petit-ami de Puleng.
- Dillon Windvogel (VF : Hervé Grull) : Wade Daniels, premier ami d'école de Puleng, avant qu'ils sortent ensembles.
- Arno Greeff (en) (VF : Nicolas Duquenoy) : Chris Ackerman, nageur pansexuel du groupe d'amis de Fikile, qui devient le petit-ami de Wendy.
- Ryle De Morny (VF : Jim Redler) : Chad Morgan, l'entraîneur de natation. (saison 1)
- Greteli Fincham (en) (VF : Valérie Bescht) : Reece van Rensburg, une fille du groupe d'amis de Fikile qui vend de la drogue et a des problèmes financiers.
- Getmore Sithole (en) (VF : Frantz Confiac) : Julius Khumalo, le père de Puleng.
- Odwa Gwanya (VF : Kaycie Chase (saisons 1-2) puis Alexandre De Caro) : Siya Khumalo, petit frère de Puleng.
- Natasha Thahane (en) (VF : Marie Tirmont) : Wendy Dlamini
- Mekaila Mathys (VF : Anaïs Delva) : Tahira Kahn
- Sandi Schultz (VF : Véronique Augereau) : Nicole Daniels, la principale de Parkhurst. Elle est la mère de Wade.
- Cindy Mahlangu (en) (VF : Victoria Grosbois) : Zama Bolton, amie de Puleng rencontrée à Meadowrige. (saisons 1-2, vocalement saison 3)
- Xolile Tshabalala (en) (VF : Annie Milon) : Nwabisa Bhele, la mère de Fikile. (saisons 1-2)
- Sello Maake Ka-Ncube (en) (VF : Paul Borne) : Matla Molapo, avocat réputé et père de KB.
- Patrick Mofokeng (en) (VF : Philippe Vincent) : Brian Bhele, le père de Fikile.
- Shamilla Miller (en) (VF : Pamela Ravassard) : Riley Morgan, épouse de Chad. (saison 1, récurrente saison 3)
- Duane Wiliams (VF : Gabriel Bismuth-Bienaimé) : Mark Tedder, intérêt amoureux de Chris. (saisons 1-2)
- Zikhona Sodlaka (en) : Janet Nkosana, nouvelle conseillère de l'école et mère de Sam. (saisons 2-3)
- Leroy Siyafa (VF : Martin Faliu) : Sam Nkosana, fils de la conseillère de l'école et petit-ami de Fikile. (saisons 2-3)
- Katishcka Kiara (VF : Charlotte Hervieux) : Pauline (saisons 2-3)
- Alzavia Abrahams : Zayd (saisons 2-3)
- Inge Beckmann : Philippa van Rensburg, la mère de Reece. (saison 2, invitée saison 3)
- Sonia Mbele (en) (VF : Géraldine Asselin) : Lisbeth Molapo, la mère de KB. (saison 3, invitée saison 2)
- Abduragman Adams : l'inspecteur Vaans (saison 3, récurrent saison 2)
- Nicole Fortuin (en) (VF : Elsa Bougerie) : l'inspectrice Petersen (saison 3, récurrente saison 2)
- Meggan-Lee Johnstone (VF : Émilie Rault) : Leigh-Anne (saison 3, récurrente saison 2)
- Mpho Sibeko (VF : Gilduin Tissier) : Lunga (saison 3)
- Tumisho Masha (VF : Rody Benghezala) : Harold Grootboom (saison 3)
- Gary Joshua (VF : Florent Pochet) : Gabriel (saison 3)
- Nasr Ho-Yee (VF : Guillaume Desmarchelier) : Bruce Kwan (saison 3)
- Clint Brink (en) : Reinhard (saison 3)
- Thapelo Mokoena (en) (VF : Thierno Ba) : Anthony Gabisa (saison 3)
- Gantane Kusch : Lex Tom (saison 3)
- Marco Spaumer : Kyle (saison 3)
- André Lamoglia (VF : Oscar Douieb) : Iván (saison 4)

### Récurrents
- Laura Bosman (VF : Pauline de Meurville) : Mme Joffe
- Andre Lombaard : M. Loots
- Baby Cele (en) (VF : Armelle Gallaud) : la ministre Dlamini
- Elzet Nel (VF : Laure Filiu) : Nate (saisons 1-2)
- Fanizwa Yisa (en) : Brenda Jaxa (saisons 1-2)
- Nasty C (en) : Zhero (saison 1)
- YoungstaCPT (en) : lui-même (saison 2)
- Ivan Botha : Hugo Ferreira (saison 2)
- Ethan Brukman : Chase (saison 3)
- Augusta Zietsman (VF : Laura Ollandini) : Amber La Roux (saison 3)

Version française dirigée par Claire Baradat au studio Karina Films, d'après une adaptation des dialogues de Frédéric Roques, Julia Borsatto, Samuel Levi et Juliane Daudan.
 Source et légende : version française (VF) sur RS Doublage et Doublage Séries Database

## Épisodes

### Saison 1 (2020)
1. Fiksette (Fiksation)
2. L'Interview (The Interview)
3. Propagande (Propaganda)
4. À charge de revanche (Payback's a B*tch)
5. Meilleures ennemies (Frenemy No. 1)
6. Paranos (Trippin')

### Saison 2 (2021)
Cette saison a été mise en ligne le 24 septembre 2021.
1. Le Syndrome des nouveaux (New Kid Syndrome)
2. SOS (Mayday)
3. La Source (The Source)
4. Spiyoyo
5. Puleng contre le monde (Puleng vs. The World)
6. Période sombre (Dark Times)
7. Affaires de famille (Family Matters)

### Saison 3 (2022)
Cette saison a été mise en ligne le 25 novembre 2022.
1. Réorientation (Re-Orientation)
2. L'Agence (The Recruit)
3. Angle mort (Blind Spot)
4. Hors de l'ombre (Out of the Shadows)
5. Mayfair
6. Deux sœurs face au drame (A Tale of Two Sisters)

### Saison 4 (2024)
Cette saison a été mise en ligne le 1er mars 2024.
1. Gare aux secrets enfouis (Beware of Things Buried)
2. L'heure tourne, ma vieille (Tick Tock B****)
3. Mauvaises décisions (Bad Decisions)
4. Soyez naturels (Just Act Normal)
5. Pas assez (Too Little, Too Late)
6. Tout peut arriver (Proceed With No Expectations)